# Государственный заказ
Государственный заказ (сокр. госзаказ) — заказ государственных органов от имени публично-правового образования, оплачиваемый из соответствующих бюджетов.

## Государственный заказ по странам

### Государственный заказ в США
Государственные закупки в США регулируются сводом правил Federal Acquisition Regulation и отличаются от закупок в Российской Федерации, в частности, необходимостью регистрации поставщика как поставщика для государственных нужд, обязательным требованием наличия номера DUNS и высокой степени раскрытия информации о заказах и заключенных по их результатам государственных контрактах.